# 山本大貴 (画家)
山本 大貴（やまもと ひろき、1982年5月25日　-　）は、日本の画家。白日会会員。スーパーリアリズムの画風であり、「写実新世代の旗手」と称されてきた。
千葉県出身。武蔵野美術大学大学院修了後、ゲーム会社勤務を経て画家となる。

## 経歴
- 1982年、千葉県に生まれる[1][2]。
- 2007年、武蔵野美術大学造形学部油絵学科卒業、卒業制作優秀賞受賞[1][2]。第83回白日会展に初出品で白日賞受賞、会友推挙（以降白日会展に出品、2009年準会員推挙、2010年富田賞受賞・会員推挙）[1][2][3]。
- 2009年、武蔵野美術大学大学院造形研究科美術専攻油絵コース修了、ゲーム会社勤務[1][2][3]。
- 2011年、第46回昭和会展（優秀賞受賞　日動画廊本店）[1][3]。

## 人物・画風
- モチーフとの距離感を大切にしている。「私がここ数年で特に意識していることは、対象との距離感です。モデルさんに肉薄して、その体温までわかる距離で捉えるというのではなく、決して触れることができないような、壁を一枚挟んだ先から眺める距離、こちらの存在に気づかれないような場所からのぞき見るような捉え方、それが私の対象に向けた立ち位置です。 - 中略 - 決して自分がその理想の世界に居座るのではなく、彼女たちにそこにいて欲しいと願い、私は現実世界から遠く眺めるだけでよいのです」[4]
- サブカルチャーとの親和傾向を見せており、2012年の『Light Music!』は『けいおん!』をモチーフとしている。
- 近年の制作プロセスを端的に説明する際、「映画を撮るように」描いていると伝えており、自身が独自の記録・出力装置であって何百年も輝きを保持できる油絵というフィルムで鑑賞できるという[5]。リアリズムという手法の性質上、自ずと映像的または写真的な表現技術への親和性を認識して絵づくりを行っている[5]。

## 出品歴

### 個展
2011年
- 個展 “Dignity of Realism”（そごう神戸店）[6]

2012年
- 個展（日動画廊）[7][6]

2013年
- 個展（新生堂）[6]

2014年
- 個展（東京高輪会、そごう西武）[6]

2015年
- 個展（日動画廊）[8][6]

2016年
- 個展 “Ceramic roses”（髙島屋日本橋店）[6]

2017年
- 個展 ”Reminiscence”（そごう神戸店）[6]

2018年
- 個展（日本橋三越本店）[6]
- 個展（日本橋コレド室町3・千葉銀行ちばぎんひまわりギャラリー）[6]

2019年
- 個展 ”近現次代少女譚”（日動画廊）[9][6]

2020年
- 個展（新生堂）[6]

2022年
- 山本大貴–Dignity of Realism-（千葉県立美術館）[10][11]

### グループ展
2005年
- 運行者たち 渡抜亮・山本大貴・坂梨慈兼 三人展（S-gallery-2010）[6]

2006年
- 武蔵野美術大学学生作品展示プロジェクト（独立行政法人理化学研究所）[6]

2007年
- 第1回夏の会展（以降出品、日動画廊本店）[3][6]
- 第1回アヴニール展（以降出品、春風洞画廊）[6]
- 第2回リアリズムの世界（飯田美術）[6]
- 黒艶の会（ギャラリーニケ）[6]
- 川嶋陽介・山本大貴展（ギャラリーニケ）[6]
- nikeの会（ギャラリーニケ）[6]
- 明日の白日会展（～2012年 松屋銀座）[6]

2008年
- 第17回奨学生美術展出品（財団法人佐藤国際文化育英財団・佐藤美術館）[2][3][6]
- 山本大貴・岡靖知・茅原圭介 新鋭作家3人展（東武百貨店池袋店）[6]
- GEISAI#11（東京ビッグサイト）[6]

2009年
- —未来を担う作家たち— 息吹展（以降出品、画廊大千）[6]
- 俊英若手白日会作家による Realism Children HAKUJITSU（松坂屋名古屋店）[6]
- 新鋭画家四人展（大丸東京店）[6]

2010年
- アートプロジェクト：公開制作（アトレ吉祥寺）[6]
- 新・リアリズム宣言展（2013年・2015年、新生堂）[6]
- ホキ美術館開館記念特別展（ホキ美術館）[6]
- 第8回前田寛治大賞展（髙島屋日本橋店・倉吉博物館、推薦：遠藤彰子）[2][3][6]

2011年
- 東日本大震災復興チャリティーオークション 今日の美術展（東京美術倶楽部）[6]
- LIONCEAUX PLUS —華咲け 現代洋画の俊英たち—（～2015年、三越日本橋本店）[6]
- 山の会展 —中山アカデミー・新しき風—（2011年・2013年・2015年・2017年・2019年、山手画廊）[6]

2012年
- アートフェア東京2012（東京国際フォーラム・日動画廊ブース）
- 渋谷リアリズムコンプレックス（～2014年、東急百貨店本店）[6]
- 現代の具象絵画—それぞれのリアリティ展（～2014年、阪急百貨店うめだ本店）[6]

2013年
- 明日の白日会展（～2016年、髙島屋日本橋店）[6]
- ARTIST TODAY（～2014年、日動画廊本店）[6]

2014年
- 青山リアリズムコンプレックス（新生堂）[6]
- 神宮美術館特別展 静 -歌会始御題によせて-（～2015年、式年遷宮記念神宮美術館）[6]

2015年
- 東美ミュージアム展 TOBI WAVE（東京美術倶楽部）[6]
- リアリズムコンプレックス GRAND FINAL -THE NEXUS-（そごう横浜店）[6]
- 白日会デッサン展（永井画廊）[6]

2016年
- 創と造 2016（～2018年、東京美術倶楽部他）[6]
- 牧阿佐美バレヱ団60周年記念「若き才能が描くバレエダンサー」（西武池袋本店）[12][リンク切れ][6]

2017年
- 髙島屋美術部創設110年記念展 - microcosmic spirits -（髙島屋日本橋店、他各店）[6]
- 25人の作家たち - 佐藤国際文化育英財団25周年記念奨学生選抜 -（佐藤美術館）[6]
- 近現代 日本絵画展〜明治から受け継がれてきたもの、未来へ受け継いでいくもの〜（松坂屋美術館）[6]
- ホキ美術館名品展（ふくやま美術館・佐賀県立美術館）
- LIONCEAUX RENAISSANCE（日本橋三越本店）[6]
- 三越美術部創部110年 HOPES 次世代百選展（日本橋三越本店）[6]
- アカデミー中山 in 蓼科10周年記念展（アートもりもと）[6]

2018年
- めがねと旅する美術展（青森県立美術館・島根県立石見美術館・静岡県立美術館）[6]
- 若き才能が描くバレエダンサー vol.2」（西武池袋本店・そごう横浜店）[13][6]
- 現代具象画家が描く究極の女性美 女神の誘惑展（大丸福岡天神店）[6]

2019年
- 「COBRA」40周年記念 - COBRA×現代美術家コラボレーション展 -（Gallery Suchi）[6]
- 写実絵画のいまむかし（笠間日動美術館）[6]
- 「明日の白日会」30周年記念展（髙島屋日本橋店）[6]

2020年
- ビクトリーブーケ展（佐藤美術館）[6]
- SEVEN ARTISTS（松坂屋美術館）[6][14]
- 描かれたバレエダンサー展（西武池袋本店）[6]
- 美人画ボーダレス2020（みうらじろうギャラリー）[6]
- 第96回白日会展（国立新美術館）[15]
- Metropolis 2020（日本橋髙島屋S.C.・髙島屋大阪店）[6][16]
- 第11回 息吹展（画廊大千）[17]
- 近現代日本絵画展（砺波市美術館）[6][18]
- 二人展 - 池永康晟×山本大貴 -（新生堂）[6]
- 第45回白日会会員選抜展 -英英紅綠-（日本橋三越本店）[19]

2021年
- 第97回白日会展（国立新美術館）[20]

- 上田薫とリアルな絵画（茨城県近代美術館）[21]

2022年
- 悉皆 -風の時代の継承者たち- （新宿高島屋）[22]
- 第98回白日会展（国立新美術館）[23]
- 《魅いる》（日本橋三越本店）[24]
- 第59回太陽展（日動画廊本店）[25]
- 第13回白濤会展（あべのハルカス近鉄本店 ）[26]
- ホキ美術館名品展（宮崎県立美術館）[27]
- 第16回 アヴニール展（春風洞画廊）[28]
- 現代名手の女性画展（医王山顕光院会館）[29]
- バレエアート展Vol.4（西武池袋本店）[30]
- 池永康晟 対 山本大貴 「前哨戦」（新生堂）[31]
- 第47回 白日会会員選抜展「英英紅綠」（日本橋三越本店）[32]

2023年
- Mitsukoshi Selection アートの現在地 第二会期（日本橋三越本店）[33]
- 第99回白日会展（国立新美術館）[34]

## 著作
- 『山本大貴 油彩画集 Reminiscence』芸術新聞社、2020年。ISBN 978-4875865964。